# Laronův syndrom
Laronův syndrom či Laronův nanismus je forma autozomálně recesivní poruchy, pro niž je charakteristická necitlivost organismu na růstový hormon, způsobená defektem receptoru pro růstový hormon. Jedním z důsledků choroby je velmi malý tělesný vzrůst.

## Popis choroby

Laronův syndrom je autozomálně recesivní dědičná choroba

Choroba byla pojmenována po izraelském vědci Cvi Laronovi, který o ní poprvé podal zprávu (spolu s A. Pertzelanem a S. Mannheimerem) roku 1966 v časopise Israel Journal of Medical Sciences, která vycházela z pozorování uskutečněných roku 1958.
Molekulárně genetické výzkumy ukazují, že choroba je převážně spojena s mutací genu ovlivňujícího receptor pro růstový hormon. Hlavním znakem Laronova syndromu je velmi malá postava (nanismus). Mezi další symptomy patří vystouplé čelo, vpáčený kořen nosu, nedostatečně vyvinutá dolní čelist a obezita. Některé genetické mutace mají vliv i na intelekt postižených. Snížená bývá svalová síla, horní část těla je větší v poměru ke spodní části a končetiny jsou kratší vzhledem k trupu. Postižení mají velmi malé srdce a menší jsou i pohlavní orgány. Puberta u nich nastupuje později. Již u novorozenců se může projevovat také těžká hypoglykemie.
Většina případů byla zaznamenána ve Středozemí, např. v Itálii a Španělsku, na Blízkém východě a v jižní Asii. V České republice se choroba vyskytuje jen velmi vzácně.

## Homo floresiensis
V červnu 2007 Israel Hershkovitz, Liora Kornreichová a Cvi Laron z Telavivské univerzity publikovali studii zabývající se nálezy kostí hominidů z indonéského ostrova Flores, kteří byli označeni jako Homo floresiensis. Podle nich jsou znaky těchto hominidů totožné se znaky typickými pro Laronův syndrom. Americká paleontoložka Dean Falková však tuto hypotézu pomocí snímků počítačové tomografie vyvrátila.